# Samira Nawa Amini
Samira Nawa Amini (Aalborg, 30 de março de 1988) é uma política dinamarquesa, membro do Folketing pelo Partido Social-Liberal. Ela foi eleita para o parlamento nas eleições legislativas dinamarquesas de 2019.

## Família
Os pais de Amini são do Afeganistão e fugiram para a Dinamarca para escapar da guerra em 1986. Ela e a sua família moraram no Paquistão durante algum tempo antes de viajarem para a Europa. Amini é casada e tem dois filhos.

## Carreira política
Amini concorreu pela primeira vez ao parlamento nas eleições legislativas dinamarquesas de 2015, nas quais recebeu 1.790 votos. Isso não foi o suficiente para conseguir uma cadeira no parlamento, embora ela tenha sido eleita como membro suplente; não foi chamada durante o mandato de 2015-2019. Nas eleições seguintes, em 2019, ela recebeu 4.657 votos, garantindo-lhe uma cadeira no Folketing.